# كنيتلينغن
كنيتلينغن (بالألمانية: Knittlingen) هي مدينة وبلدة ألمانية تقع في ألمانيا في منطقة إنتس. يقدر عدد سكانها بـ 7,658 نسمة .

## أعلام
- يوهان جورج فاوست